# Hakkó-rjú
A hakkó-rjú dzsúdzsucu, lágy japán harcművészet, mely a dzsúzsicu stílusok közé tartozik és nagyon hasonlít az aikidó és az aikidzsucu stílusokhoz.

## Történet
Az aikidzsucuból kialakított hagyományos japán rendszer, 1938-ban alapította egy kis tókiói dodzsóban Okuyama Yoshiji Ryűho, aki a daitó rjú mester, Takeda Sokakunak volt a tanítványa. A  hakkó-rjú ezért az aikidóval rokon rendszer (Ueshiba ugyanabban az iskolában tanulta a daitu rjút Okuyamával). Európában a rendszer négy változata is ismert, de kevesen gyakorolják ezeket. Az ázsiai országokban viszont ma széles körben elterjedt. A hakkó rjú örököse az  alapító fia (nidai imei – a nagy második generáció), aki 1949-ben kezdte meg edzéseit és vele párhuzamosan a kohó siacut is tanulmányozta.

## A stílus
A  hakkó  juku  honbu (központi dodzsó) Saitama tartományban  található. A stílus főágában a 4. dan feletti összes fokozatot csak a  fődodzsóban lehet megszerezni, ahol a haladó  képzés  négy  szintje  folyik:  
- Sihan (mesterképzés),
- Rensi sihan  (szenior mesterképzés),
- Kaiden sihan (a legrejtettebb titkok mesterképzése) és
- Sandai sicsi (a három nagy alappillér).

A ténylegesen haladó képzés elnevezése soden káj  (hagyományozó szertartások),  amelyen szokás szerint a 4. dantól kezdve ötnél több tanuló egyszerre  nem  vesz részt, akik mindegyike Ucsi desi azaz bentlakó tanítvány. A képzés zárásaként ünnepi szertartást rendeznek, amelybe sintó elemeket is rendszeresen vegyítenek. Japán számos pontjáról érkeznek haladó mesterek, hogy megtekintsék a hakkó-rjú tanulóit edzés közben. A rendszer So Doshin vezetése alatt meghatározó módon befolyásolta a Shorinji Kempo fejlődését. A mester hosszú ideig Okuyama tanítványa volt, és később megalapította a kínai orvosláson alapuló saját rendszerét, amelynek technikáiban az ellentétes energiapontok ingerlése központi helyet foglal el.

## A stílus hazánkban
Magyarországon Végh János mester és Nagy Sándor – Svédországban élő – nagymester által honosodott meg a 80-as évek közepén. A hakkó-rjú jelenlegi magyar vezető mestere Török János Sándor (2. dan). A magyar klubokban főként bó (182 cm-es bot), kajken (kés), rövid bot (egyszerre kettőt használnak) és japán kard oktatás folyik a nagyon komoly pusztakezes képzés mellett. Kisebb mértékben más eszközöket is használnak.